# Chrysolina quadrigemina
Chrysolina quadrigemina  (лат.) — вид жуков-листоеды из подсемейства хризомелин. Родом из Европы, Азии и Северной Африки, интродуцирован в Северную и Южную Америку, Австралию и Новую Зеландию. Является полезным животным, который используется для снижения популяции сорного растения — зверобоя продырявленного. Chrysolina quadrigemina является родственным листоеду зверобойному от которого отличается более крупными размерами и некоторыми морфологическими признаками.

## Распространение
Распространён в Алжире, Тунисе, Египте, на Пиренейском полуострове, в Италии, Далмации, Австрии и Швейцарии и Азии. Интродуцирован в 1944 году Северную Америку, в Австралию и в 1960-х гг в Новую Зеландию как агент по борьбе со зверобоем продырявленным. В 2006 году жуки были отмечены в Аргентине.

### Экономическая значимость и интродукция
Данный вид листоедов является хорошим биологическим агентом по контролю за численность сорного инвазивного и токсичного для коров и коз зверобоя продырявленного в Северной Америке, куда впервые интродуцирован в 1944 году по программе контроля за сорными растениями. Уже в 1946 году на территории, где освоились жуки их численность возросла до 5000 индивидов, которые в дальнейшем были собраны и расселены. На 1951 год популяции жуков уже оккупировали каждый из 21-го калифорнийских округов, где зверобой продырявленный представлял собой проблему и снизили численность сорняка до безопасного уровня. В 1957 году на севере Калифорнии плотность зверобоя снизилась на 99 %.
Помимо Северной Америки Chrysolina quadrigemina завезён в Австралию, а отсюда дальше осуществлялась интродукция в Новою Зеландию на протяжении 1963—68 гг. Как и в Северной Америке в данных двух географических областях также существует проблема со зверобоем.
Для интродукции в Австралию были использованы жуки из разных географических регионов — эффект был разным. Сначала использовались жуки собранные на Британских островах… эффект был отрицательным — жуки не прижились на новой территории. Второй раз был удачным — жуки, собранные в средиземноморском регионе благополучно прижились на новой территории.

## Описание
Длина тела имаго около 6—7,1 мм. Тело умеренно блестящее, с металлическим зелёным, бронзовым, пурпурным и/или синим оттенком — зависит от индивида.

## Развитие
Особи развиваются на зверобое. Развитие различных стадий Chrysolina quadrigemina происходит синхронно со стадиями развития зверобоя.
Взрослые жуки появляются из куколок в период с апреля по май, когда у растений развиваются бутоны или появляются цветы. Жуки начинают прожорливо поедать листву растения до июня/июля. Насытившийся жук впадает в облигатную летнюю спячку среди камней, в гуще растительности или в трещинах почвы.
Летняя спячка продолжается до первого дождя, после которого жуки вновь становятся активными, как, собственно, и их растения-хозяева. На полных листвой растениях жуки продолжают питаться, но менее активно, затем отыскивают партнёра для спаривания, затем происходит копуляция. Самки откладывают яйца в октябре.
Отрождение (появление из яиц) личинок выпадает на третью и четвёртую стадии развития растений-хозяев. Личинки начинают питаться в основании растения-хозяина, что приводит к полному уничтожению растения.
Личинки, достигнув последнего возраста, закапываются в почву на глубину приблизительно 2,5 см, где формируют камеру для окукливания.

## Экология
Chrysolina quadrigemina адаптирован к жаркому, сухому лету и со средней температурой, дождливой зиме. В более холодном климате жуки и личинки впадают в анабиоз.
Особи питаются на различных представителях рода зверобой, в частности на зверобое продырявленном. Жуки питаются листвой и цветками зверобоя. Личинки питаются на стебле на основании растения.